# 2020-as WEC Lone Star Le Mans
| Pályarajz | Pályarajz               | Pályarajz                                      |
| --------- | ----------------------- | ---------------------------------------------- |
|           |                         |                                                |
| Győztesek |                         |                                                |
| Kategória | Csapat                  | Versenyzők                                     |
| LMP1      | #1 Rebellion Racing     | Bruno Senna Gustavo Menezes Norman Nato        |
| LMP2      | #22 United Autosports   | Filipe Albuquerque Philip Hanson Paul di Resta |
| LMGTE Pro | #95 Aston Martin Racing | Marco Sørenseno Nicki Thiim                    |
| LMGTE Am  | #90 TF Sport            | Jonathan Adam Charlie Eastwood Salih Yoluç     |

A 2020-as WEC Lone Star Le Mans a hosszútávú-világbajnokság 2019–20-as szezonjának ötödik futama volt, amelyet  2020 február 23-án tartottak meg. A pálya eredetileg nem képezte a versenynaptár részét, azonban a São Paulo-i 6 órás verseny törlésével helyet kapott a Texasban található helyszín. A fordulót Bruno Senna, Gustavo Menezes és Norman Nato triója nyerte meg, akik a hibridhajtás nélküli Rebellion Racing csapatának versenyautóját vezették.

## Időmérő
A kategóriák leggyorsabb versenyzői vastaggal vannak kiemelve.
| Poz. | Kategória | Csapat                    | Átlagidő | Különbség | Rajthely |
| ---- | --------- | ------------------------- | -------- | --------- | -------- |
| 1.   | LMP1      | #1 Rebellion Racing       | 1:47.530 | -         | 1        |
| 2.   | LMP1      | #7 Toyota Gazoo Racing    | 1:49.161 | +1.631    | 2        |
| 3.   | LMP1      | #8 oyota Gazoo Racing     | 1:49.431 | +0.270    | 3        |
| 4.   | LMP2      | #42 Cool Racing           | 1:49.910 | +0.479    | 4        |
| 5.   | LMP2      | #22 United Autosports     | 1:50.073 | +0.163    | 5        |
| 6.   | LMP2      | #36 Signatech Alpine Elf  | 1:50.984 | +0.911    | 6        |
| 7.   | LMP2      | #37 Jackie Chan DC Racing | 1:51.354 | +0.370    | 7        |
| 8.   | LMP2      | #38 Jota Sport            | 1:51.592 | +0.238    | 8        |
| 9.   | LMP2      | #33 High Class Racing     | 1:51.747 | +0.155    | 9        |
| 10.  | LMP2      | #21 DragonSpeed           | 1:52.765 | +1.018    | 10       |
| 11.  | LMP2      | #29 Racing Team Nederland | 1:53.131 | +0.366    | 11       |
| 12.  | LMP2      | #47 Cetilar Racing        | 1:54.305 | +1.174    | 12       |
| 13.  | LMGTE-Pro | #95 Aston Martin Racing   | 2:00.733 | +6.428    | 13       |
| 14.  | LMGTE-Pro | #92 orsche GT Team        | 2:00.952 | +0.219    | 14       |
| 15.  | LMGTE-Pro | #97 Aston Martin Racing   | 2:01.029 | +0.077    | 15       |
| 16.  | LMGTE-Pro | #51 AF Corse              | 2:01.031 | +0.002    | 16       |
| 17.  | LMGTE-Pro | #91 Porsche GT Team       | 2:01.049 | +0.018    | 17       |
| 18.  | LMGTE-Pro | #71 AF Corse              | 2:01.229 | +0.180    | 18       |
| 19.  | LMGTE-Am  | #56 Team Project 1        | 2:02.784 | +1.555    | 19       |
| 20.  | LMGTE-Am  | #98 Aston Martin Racing   | 2:02.830 | +0.046    | 20       |
| 21.  | LMGTE-Am  | #90 TF Sport              | 2:02.909 | +0.079    | 21       |
| 22.  | LMGTE-Pro | #63 Corvette Racing       | 2:02.967 | +0.058    | 22       |
| 23.  | LMGTE-Am  | #77 Dempsey-Proton Racing | 2:03.110 | +0.143    | 23       |
| 24.  | LMGTE-Am  | #83 AF Corse              | 2:03.376 | +0.266    | 24       |
| 25.  | LMGTE-Am  | #57 Team Project 1        | 2:03.450 | +0.074    | 25       |
| 26.  | LMGTE-Am  | #54 AF Corse              | 2:03.462 | +0.012    | 26       |
| 27.  | LMGTE-Am  | #88 Dempsey-Proton Racing | 2:03.682 | +0.220    | 27       |
| 28.  | LMGTE-Am  | #70 MR Racing             | 2:03.781 | +0.099    | 28       |
| 29.  | LMGTE-Pro | #62 Red River Sport       | 2:03.964 | +0.183    | 29       |
| 30.  | LMGTE-Am  | #86 Gulf Racing           | 2:04.296 | +0.332    | 30       |

## Verseny
A résztvevőknek legalább a versenytáv 70%-át (132 kört) teljesíteniük kellett ahhoz, hogy az elért eredményüket értékeljék. A kategóriák leggyorsabb versenyzői vastaggal vannak kiemelve.
| Poz. | Kategória | #  | Csapat                | Versenyzők                                               | Kasztni                       | Abroncs | Körök | Idő/Kiesés oka |
| Poz. | Kategória | #  | Csapat                | Versenyzők                                               | Motor                         | Abroncs | Körök | Idő/Kiesés oka |
| ---- | --------- | -- | --------------------- | -------------------------------------------------------- | ----------------------------- | ------- | ----- | -------------- |
| 1.   | LMP1      | 1  | Rebellion Racing      | Gustavo Menezes Norman Nato Bruno Senna                  | Rebellion R13                 | M       | 189   | 6:01:37.705    |
| 1.   | LMP1      | 1  | Rebellion Racing      | Gustavo Menezes Norman Nato Bruno Senna                  | Gibson GL458 4.5 L V8         | M       | 189   | 6:01:37.705    |
| 2.   | LMP1      | 8  | Toyota Gazoo Racing   | Sébastien Buemi Brendon Hartley Nakadzsima Kazuki        | Toyota TS050 Hybrid           | M       | 189   | +51.524        |
| 2.   | LMP1      | 8  | Toyota Gazoo Racing   | Sébastien Buemi Brendon Hartley Nakadzsima Kazuki        | Toyota 2.4 L Turbo V6         | M       | 189   | +51.524        |
| 3.   | LMP1      | 7  | Toyota Gazoo Racing   | Mike Conway Kobajasi Kamui José María López              | Toyota TS050 Hybrid           | M       | 187   | +2 kör         |
| 3.   | LMP1      | 7  | Toyota Gazoo Racing   | Mike Conway Kobajasi Kamui José María López              | Toyota 2.4 L Turbo V6         | M       | 187   | +2 kör         |
| 4.   | LMP2      | 22 | United Autosports     | Filipe Albuquerque Philip Hanson Paul di Resta           | Oreca 07                      | M       | 182   | +7 kör         |
| 4.   | LMP2      | 22 | United Autosports     | Filipe Albuquerque Philip Hanson Paul di Resta           | Gibson GK428 4.2 L V8         | M       | 182   | +7 kör         |
| 5.   | LMP2      | 37 | Jackie Chan DC Racing | Ho-Pin Tung Gabriel Aubry Will Stevens                   | Oreca 07                      | G       | 182   | +7 kör         |
| 5.   | LMP2      | 37 | Jackie Chan DC Racing | Ho-Pin Tung Gabriel Aubry Will Stevens                   | Gibson GK428 4.2 L V8         | G       | 182   | +7 kör         |
| 6.   | LMP2      | 38 | Jota Sport            | António Félix da Costa Anthony Davidson Roberto González | Oreca 07                      | G       | 181   | +8 kör         |
| 6.   | LMP2      | 38 | Jota Sport            | António Félix da Costa Anthony Davidson Roberto González | Gibson GK428 4.2 L V8         | G       | 181   | +8 kör         |
| 7.   | LMP2      | 42 | Cool Racing           | Antonin Borga Alexander Coigny Nicolas Lapierre          | Oreca 07                      | M       | 181   | +8 kör         |
| 7.   | LMP2      | 42 | Cool Racing           | Antonin Borga Alexander Coigny Nicolas Lapierre          | Gibson GK428 4.2 L V8         | M       | 181   | +8 kör         |
| 8.   | LMP2      | 29 | Racing Team Nederland | Frits van Eerd Giedo van der Garde Nyck de Vries         | Oreca 07                      | M       | 181   | +8 kör         |
| 8.   | LMP2      | 29 | Racing Team Nederland | Frits van Eerd Giedo van der Garde Nyck de Vries         | Gibson GK428 4.2 L V8         | M       | 181   | +8 kör         |
| 9.   | LMP2      | 36 | Signatech Alpine Elf  | Thomas Laurent André Negrão Pierre Ragues                | Alpine A470                   | M       | 180   | +9 kör         |
| 9.   | LMP2      | 36 | Signatech Alpine Elf  | Thomas Laurent André Negrão Pierre Ragues                | Gibson GK428 4.2 L V8         | M       | 180   | +9 kör         |
| 10.  | LMP2      | 33 | High Class Racing     | Anders Fjordbach Mark Patterson Jamasita Kenta           | Oreca 07                      | M       | 179   | +10 kör        |
| 10.  | LMP2      | 33 | High Class Racing     | Anders Fjordbach Mark Patterson Jamasita Kenta           | Gibson GK428 4.2 L V8         | M       | 179   | +10 kör        |
| 11.  | LMP2      | 47 | Cetilar Racing        | Andrea Belicchi Roberto Lacorte Girogio Sernagiotto      | Dallara P217                  | M       | 178   | +11 kör        |
| 11.  | LMP2      | 47 | Cetilar Racing        | Andrea Belicchi Roberto Lacorte Girogio Sernagiotto      | Gibson GK428 4.2 L V8         | M       | 178   | +11 kör        |
| 12.  | LMP2      | 21 | DragonSpeed           | Colin Braun Ben Hanley Henrik Hedman                     | Oreca 07                      | M       | 177   | +12 kör        |
| 12.  | LMP2      | 21 | DragonSpeed           | Colin Braun Ben Hanley Henrik Hedman                     | Gibson GK428 4.2 L V8         | M       | 177   | +12 kör        |
| 13.  | LMGTE Pro | 95 | Aston Martin Racing   | Marco Sørensen Nicki Thiim                               | Aston Martin Vantage AMR      | M       | 173   | +16 kör        |
| 13.  | LMGTE Pro | 95 | Aston Martin Racing   | Marco Sørensen Nicki Thiim                               | Aston Martin 4.0 L Turbo V8   | M       | 173   | +16 kör        |
| 14.  | LMGTE Pro | 92 | Porsche GT Team       | Michael Christensen Kévin Estre                          | Porsche 911 RSR-19            | M       | 172   | +17 kör        |
| 14.  | LMGTE Pro | 92 | Porsche GT Team       | Michael Christensen Kévin Estre                          | Porsche 4.2 L Flat-6          | M       | 172   | +17 kör        |
| 15.  | LMGTE Pro | 51 | AF Corse              | James Calado Alessandro Pier Guidi                       | Ferrari 488 GTE Evo           | M       | 172   | +17 kör        |
| 15.  | LMGTE Pro | 51 | AF Corse              | James Calado Alessandro Pier Guidi                       | Ferrari F154CB 3.9 L Turbo V8 | M       | 172   | +17 kör        |
| 16.  | LMGTE Pro | 97 | Aston Martin Racing   | Alex Lynn Maxime Martin                                  | Aston Martin Vantage AMR      | M       | 172   | +17 kör        |
| 16.  | LMGTE Pro | 97 | Aston Martin Racing   | Alex Lynn Maxime Martin                                  | Aston Martin 4.0 L Turbo V8   | M       | 172   | +17 kör        |
| 17.  | LMGTE Pro | 71 | AF Corse              | Miguel Molina Davide Rigon                               | Ferrari 488 GTE Evo           | M       | 172   | +17 kör        |
| 17.  | LMGTE Pro | 71 | AF Corse              | Miguel Molina Davide Rigon                               | Ferrari F154CB 3.9 L Turbo V8 | M       | 172   | +17 kör        |
| 18.  | LMGTE Pro | 63 | Corvette Racing       | Jan Magnussen Mike Rockenfeller                          | Chevrolet Corvette C8.R       | M       | 170   | +19 kör        |
| 18.  | LMGTE Pro | 63 | Corvette Racing       | Jan Magnussen Mike Rockenfeller                          | Chevrolet 5.5 L V8            | M       | 170   | +19 kör        |
| 19.  | LMGTE Am  | 90 | TF Sport              | Jonathan Adam Charlie Eastwood Salih Yoluç               | Aston Martin Vantage AMR      | M       | 170   | +19 kör        |
| 19.  | LMGTE Am  | 90 | TF Sport              | Jonathan Adam Charlie Eastwood Salih Yoluç               | Aston Martin 4.0 L Turbo V8   | M       | 170   | +19 kör        |
| 20.  | LMGTE Am  | 98 | Aston Martin Racing   | Paul Dalla Lana Ross Gunn Darren Turner                  | Aston Martin Vantage AMR      | M       | 170   | +19 kör        |
| 20.  | LMGTE Am  | 98 | Aston Martin Racing   | Paul Dalla Lana Ross Gunn Darren Turner                  | Aston Martin 4.0 L Turbo V8   | M       | 170   | +19 kör        |
| 21.  | LMGTE Pro | 91 | Porsche GT Team       | Gianmaria Bruni Richard Lietz                            | Porsche 911 RSR-19            | M       | 170   | +19 kör        |
| 21.  | LMGTE Pro | 91 | Porsche GT Team       | Gianmaria Bruni Richard Lietz                            | Porsche 4.2 L Flat-6          | M       | 170   | +19 kör        |
| 22.  | LMGTE Am  | 56 | Team Project 1        | Matteo Cairoli Laurents Hörr Egidio Perfetti             | Porsche 911 RSR               | M       | 170   | +19 kör        |
| 22.  | LMGTE Am  | 56 | Team Project 1        | Matteo Cairoli Laurents Hörr Egidio Perfetti             | Porsche 4.0 L Flat-6          | M       | 170   | +19 kör        |
| 23.  | LMGTE Am  | 83 | AF Corse              | Emmanuel Collard Nicklas Nielsen François Perrodo        | errari 488 GTE Evo            | M       | 170   | +19 kör        |
| 23.  | LMGTE Am  | 83 | AF Corse              | Emmanuel Collard Nicklas Nielsen François Perrodo        | Ferrari F154CB 3.9 L Turbo V8 | M       | 170   | +19 kör        |
| 24.  | LMGTE Am  | 77 | Dempsey-Proton Racing | Matt Campbell Riccardo Pera Christian Ried               | Porsche 911 RSR               | M       | 169   | +20 kör        |
| 24.  | LMGTE Am  | 77 | Dempsey-Proton Racing | Matt Campbell Riccardo Pera Christian Ried               | Porsche 4.0 L Flat-6          | M       | 169   | +20 kör        |
| 25.  | LMGTE Am  | 86 | Gulf Racing           | Ben Barker Michael Wainwright Andrew Watson              | Porsche 911 RSR               | M       | 169   | +20 kör        |
| 25.  | LMGTE Am  | 86 | Gulf Racing           | Ben Barker Michael Wainwright Andrew Watson              | Porsche 4.0 L Flat-6          | M       | 169   | +20 kör        |
| 26.  | LMGTE Am  | 54 | AF Corse              | Francesco Castellacci Giancarlo Fisichella Thomas Flohr  | Ferrari 488 GTE Evo           | M       | 168   | +21 kör        |
| 26.  | LMGTE Am  | 54 | AF Corse              | Francesco Castellacci Giancarlo Fisichella Thomas Flohr  | Ferrari F154CB 3.9 L Turbo V8 | M       | 168   | +21 kör        |
| 27.  | LMGTE Am  | 62 | Red River Sport       | Bonamy Grimes Charles Hollings Johnny Mowlem             | Ferrari 488 GTE Evo           | M       | 168   | +21 kör        |
| 27.  | LMGTE Am  | 62 | Red River Sport       | Bonamy Grimes Charles Hollings Johnny Mowlem             | Ferrari F154CB 3.9 L Turbo V8 | M       | 168   | +21 kör        |
| 28.  | LMGTE Am  | 88 | Dempsey-Proton Racing | Bret Curtis Adrien de Leener Thomas Preining             | Porsche 911 RSR               | M       | 168   | +21 kör        |
| 28.  | LMGTE Am  | 88 | Dempsey-Proton Racing | Bret Curtis Adrien de Leener Thomas Preining             | Porsche 4.0 L Flat-6          | M       | 168   | +21 kör        |
| 29.  | LMGTE Am  | 70 | MR Racing             | Olivier Beretta Cozzolino Kei Isikava Motoaki            | Ferrari 488 GTE Evo           | M       | 168   | +21 kör        |
| 29.  | LMGTE Am  | 70 | MR Racing             | Olivier Beretta Cozzolino Kei Isikava Motoaki            | Ferrari F154CB 3.9 L Turbo V8 | M       | 168   | +21 kör        |
| 30.  | LMGTE Am  | 57 | Team Project 1        | Jeroen Bleekemolen Felipe Fraga Ben Keating              | Porsche 911 RSR               | M       | 160   | +29 kör        |
| 30.  | LMGTE Am  | 57 | Team Project 1        | Jeroen Bleekemolen Felipe Fraga Ben Keating              | Porsche 4.0 L Flat-6          | M       | 160   | +29 kör        |

## A világbajnokság állása a verseny után
LMP (Teljes táblázat)
| H  | Versenyzők                                        | Pont | H  | Konstruktőrök       | Pont |
| -- | ------------------------------------------------- | ---- | -- | ------------------- | ---- |
| 1. | Mike Conway Kobajasi Kamui José María López       | 112  | 1. | Toyota Gazoo Racing | 126  |
| 2. | Sébastien Buemi Nakadzsima Kazuki Brendon Hartley | 107  | 2. | Rebellion Racing    | 93   |
| 3. | Bruno Senna Gustavo Menezes Norman Nato           | 93   | 3. | Team LNT            | 29   |
| 4. | Ho-Pin Tung Gabriel Aubry Will Stevens            | 44   |    |                     |      |
| 5. | Filipe Albuquerque Philip Hanson                  | 42   |    |                     |      |

LMP2 (Teljes táblázat)
| H  | Versenyzők                              | Pont | H  | Konstruktőrök         | Pont |
| -- | --------------------------------------- | ---- | -- | --------------------- | ---- |
| 1. | Filipe Albuquerque Philip Hanson        | 94   | 1. | United Autosports     | 94   |
| 2. | Ho-Pin Tung Gabriel Aubry Will Stevens  | 90   | 2. | Jackie Chan DC Racing | 90   |
| 3. | Paul di Resta                           | 79   | 3. | Jota Sport            | 77   |
| 4. | António Félix da Costa Roberto González | 77   | 4. | Racing Team Nederland | 76   |
| 5. | Giedo van der Garde Frits van Eerd      | 76   | 5. | Signatech Alpine Elf  | 64   |

LMGTE Pro (Teljes táblázat)
| H  | Versenyzők                         | Pont | H  | Konstruktőrök | Pont |
| -- | ---------------------------------- | ---- | -- | ------------- | ---- |
| 1. | Marco Sørensen Nicki Thiim         | 109  | 1. | Aston Martin  | 186  |
| 2. | James Calado Alessandro Pier Guidi | 83   | 2. | Porsche       | 157  |
| 3. | Michael Christensen Kévin Estre    | 83   | 3. | Ferrari       | 146  |
| 4. | Alex Lynn Maxime Martin            | 77   |    |               |      |
| 5. | Gianmaria Bruni Richard Lietz      | 69   |    |               |      |

LMGTE Am (Teljes táblázat)
| H  | Versenyzők                                        | Pont | H  | Konstruktőrök       | Pont |
| -- | ------------------------------------------------- | ---- | -- | ------------------- | ---- |
| 1. | Emmanuel Collard Nicklas Nielsen François Perrodo | 85   | 1. | AF Corse            | 85   |
| 2. | Jonathan Adam Charlie Eastwood Salih Yoluç        | 83   | 2. | TF Sport            | 83   |
| 3. | Paul Dalla Lana Ross Gunn Darren Turner           | 78,5 | 3. | Aston Martin Racing | 78,5 |
| 4. | Jeroen Bleekemolen Ben Keating                    | 73,5 | 4. | Team Project 1      | 73,5 |
| 5. | Larry ten Voorde                                  | 57   | 5. | Gulf Racing         | 50   |